# Pinnotheridae
Pinnotheridae là một họ cua thân mềm sống cộng sinh trên các vỏ các loài động vật thân mềm hai mảnh vỏ (Bivalvia) và đôi khi cả vỏ của các loài động vật thân mềm chân bụng (Gastropoda) lớn như trong các chi như Strombus và Haliotis. Loài cua Tunicotheres moseri sống hội sinh lợi một bên với Tunicata. Các hóa thạch sớm nhất có thể quy cho họ Pinnotheridae có niên đại đến tầng Đan Mạch (66-61,6 Ma).

## Phân họ và chi
Đây là danh sách toàn diện các loài trong họ, tính đến năm 2019:
- Pinnixulalinae
  - Pinnixulala
- Pinnothereliinae
  - Alarconia
  - Austinixa
  - Glassellia
  - Indopinnixa
  - Laminapinnixa
  - Pinnixa (gồm cả Pinnixia, Tubicola). Có thể tách riêng như là phân họ Pinnixinae Števčić, 2005.
  - Pinnotherelia
  - Tetrias
- Pinnotherinae
  - Abyssotheres
  - Afropinnotheres
  - Alain
  - Alainotheres
  - Arcotheres
  - Austinotheres
  - Bonita
  - Buergeres
  - Calyptraeotheres
  - Clypeasterophilus
  - Discorsotheres
  - Dissodactylus (gồm cả Dissodactylozoea, Echinophilus).
  - Durckheimia (gồm cả Duerckheimia, Pinnotheropsis)
  - Enigmatheres
  - Epulotheres
  - Ernestotheres
  - Fabia (gồm cả Cryptophrys, Raphonotus)
  - Gemmotheres
  - Holotheres
  - Holothuriophilus
  - Hospitotheres
  - Juxtafabia
  - Latatheres
  - Limotheres
  - Mesotheres
  - Nannotheres
  - Nepinnotheres
  - Opisthopus
  - Orthotheres
  - Ostracotheres
  - Parapinnixa
  - Pinnaxodes
  - Pinnotheres (gồm cả Pinnothera, Pinnoteres, Pinnozoea)
  - Raytheres (gồm cả Raymondia)
  - Sakaina
  - Scleroplax
  - Serenotheres
  - Sindheres
  - Solenotheres
  - Tacitotheres
  - Trichobezoares
  - Tridacnatheres
  - Tumidotheres
  - Tunicotheres
  - Viridotheres
  - Visayeres
  - Waldotheres
  - Xanthasia
  - Zaops